# سيلبيا ناير جويانيس
سيلبيا ناير جويانيس (بوينس آيرس، 1 أبريل 1964) هي باحثة وخبيرة في التكنولوجيا الأرجنتينية. منذ عام 1999، كانت مديرة مختبر البوليمرات والمواد المركبة في جامعة بوينس آيرس، الأرجنتين، حيث طورت مسيرة علمية وتكنولوجية معترف بها في مجال فيزياء المواد.

## السيرة الذاتية
حصلت سيلبيا ناير على درجة البكالوريوس في الفيزياء في عام 1990 من كلية العلوم الدقيقة والطبيعية في جامعة بوينس آيرس . وفي عام 1996 حصلت على درجة الدكتوراه في العلوم الفيزيائية، أيضًا من جامعة بوينس آيرس. مهتمة بالعمل في مجال علم المواد، قامت بزمالة ما بعد الدكتوراه في إقليم الباسك، تحت إشراف إيناكي موندراجون، حيث عززت مفهوم البحث التطبيقي الموجه نحو الصناعة.
منذ عام 2003 تعمل كأستاذة في قسم الفيزياء بكلية العلوم الدقيقة والطبيعية في جامعة باراجواي. تعمل كباحثة في المجلس الوطني للبحوث العلمية والتقنية في الأرجنتين (CONICET). وهي مديرة مختبر البوليمرات والمواد المركبة في جامعة برمنجهام. يركز عملها على تركيب الجسيمات النانوية واستخدام البنى النانوية لتوليد مواد مركبة من مصفوفة بوليمرية. تتمتع هذه الأبحاث بتطبيقات ذات أهمية تكنولوجية وبيئية عالية، وقد أسفرت عن العديد من براءات الاختراع الوطنية والدولية.
ينقسم عملها إلى ثلاثة خطوط رئيسية: يركز أحدها على تصميم أغشية قابلة للتحلل الحيوي وصالحة للأكل (أغشية حيوية) تعتمد على نشا الذرة والكسافا التي تحظى باهتمام صناعة الأغذية.
ويسعى خط آخر إلى تطوير مواد لتصفية وإزالة التلوث من المياه المحتوية على الزرنيخ؛ وعلى وجه الخصوص، طورت الشركة نظام تحفيز ضوئي باستخدام أنابيب الكربون النانوية المنشطة بواسطة أشعة الشمس التي تسمح بإزالة الزرنيخ من المياه العذبة للاستهلاك البشري.
بينما الخط الثالث موجه نحو تطوير طرق لمعالجة البيئة من خلال الاستعادة الانتقائية للهيدروكربونات في حالة الانسكابات.
وقد طوروا مناديل نسيجية لإزالة مشتقات النفط من الأسطح. وكذلك مرشحات بأغشية من الألياف النانوية لإزالة تلوث المياه من المركبات العضوية المتطايرة.
خلال جائحة فيروس كورونا، شاركت في قيادة مشروع تطوير مواد نسيجية ذات خصائص مضادة للفيروسات، بهدف تصنيع أقنعة للوجه للاستخدام الاجتماعي، مع القدرة على تعطيل الفيروس في 5 دقائق. يتم تسويق هذه الكمامات حاليًا تحت الاسم التجاري Atom-Protect.وفيما يتعلق بدور المرأة في مجال العلوم، ترى جويانيس أنه من المهم إبراز دور المرأة في مجال العلوم قائلةً: "فيما يتعلق بالمساواة في الوصول، أعتقد أنه لا يزال هناك الكثير مما يجب القيام به.على سبيل المثال، في المجلس الوطني للمساواة في التعليم والتدريب المهني (CONICET)، تتولى الرئاسة امرأة، ولكن إذا نظرت إلى مجلس الإدارة، ستجد أن عدد الرجال أكثر بكثير.كما لا يوجد الكثير من النساء في الفئات العليا. ناهيك عن جوائز نوبل.
هناك دراسات تقول أنه منذ سن الخامسة، تشعر المرأة بأنها أقل ذكاءًا من الرجل، وهذا أمر ثقافي. لذلك أعتقد أن الإجراء الجيد هو أن نذهب إلى المدارس الابتدائية والثانوية لنوضح لطلابنا أن ممارسة العلوم أمر جيد، لأنه يسمح لك برؤية الأشياء بطريقة مختلفة".

## جوائز
حصلت على كثير من الجوائز منها:
- الجائزة الإيبيرية الأمريكية للابتكار وريادة الأعمال لعام 2010 عن مشروع "الأفلام القابلة للتحلل الحيوي. منتج تم تطويره اعتماداً على جزيئات النشا والنشا النانوية".
- جائزة UBATEC لعام 2016 عن مشروع "الاتجاه البيئي. التعبئة والتغليف من أجل عالم أنظف".
- جائزة INNOVAR لعام 2017 في فئة المنتج والتصميم المبتكر عن مشروع "PAbs50: قماش ماص للمعالجة البيئية.[14]
- جائزة لوريال-اليونسكو للمرأة في العلوم لعام 2018 عن عملها المخصص لإنتاج مرشحات تساهم في الحد من تلوث المياه.[15]
- جائزة دومينجو فاوستينو سارمينتو في عام 2019، تقديرًا للأعمال التي تهدف إلى تحسين حياة المجتمع.
- جائزة التفاني في الهندسة التي تمنحها الأكاديمية الوطنية للعلوم الدقيقة والفيزيائية والطبيعية، عام 2020.[16]
- جائزة آدا بيرون للمرأة الأرجنتينية التكنولوجية والعلمية لعام 2020، لتطوير أقمشة مضادة للفيروسات ومبيدات الجراثيم ومبيدات الفطريات. [17]
- جائزة كونيكس البلاتينية لعام 2023 لعملها في مجال الهندسة على مدار العقد الماضي.[18]
- جائزة هوساي لعام 2023 في مجالات الفيزياء والرياضيات وعلوم الحاسب الآلي والفلك. [19]